# Isabella Tovaglieri

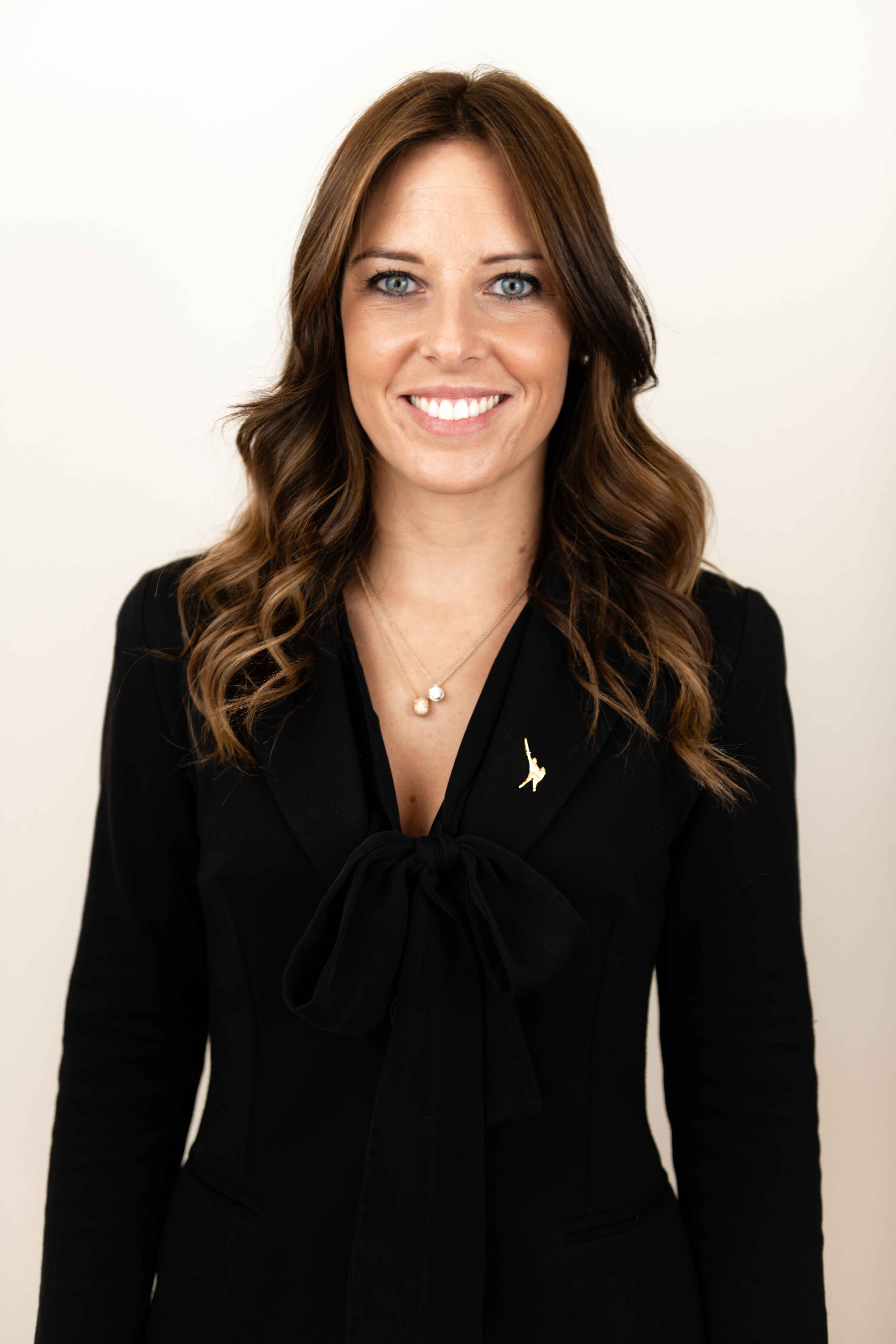
Isabella Tovaglieri, 2019

Isabella Tovaglieri (* 25. Juni 1987 in Busto Arsizio) ist eine italienische Politikerin der Lega Nord. Seit dem 2. Juli 2019 ist sie Mitglied des Europäischen Parlaments der Identität und Demokratie Partei (IDP) in der Fraktion Identität und Demokratie (ID, bis 2024) bzw. Patrioten für Europa (PfE, seit 2024)

## Leben
Tovaglieri absolvierte in ihrer Heimatstadt das staatliche humanistische Gymnasium Daniele Crespi. 2013 schloss sie ein Studium der Rechtswissenschaften an der Privatuniversität Carlo Cattaneo in Castellanza ab.
Im Juni 2011 wurde sie Mitglied des Gemeinderates in Busto Arsizio und stellvertretende Vorsitzende des Ausschusses für Kultur, Bildung, Sport, Freizeit und Jugendfragen. Nach der Kommunalwahl im Juni 2016 wurde sie zur Stadträtin für Stadtplanung, Bauen und Kulturerbe gewählt. Von Oktober 2017 bis Anfang September 2019 war sie Vizebürgermeisterin von Busto Arsizio.
Nach der Europawahl 2019 wurde sie in der mit 2. Juli 2019 beginnenden 9. Wahlperiode volles Mitglied im Ausschuss für Industrie, Forschung und Energie, im Ausschuss für die Rechte der Frau und die Gleichstellung der Geschlechter und der Delegation für die Beziehungen zu Südafrika sowie stellvertretendes Mitglied der Delegation für die Beziehungen zu den Maschrik-Ländern für die Fraktion Identität und Demokratie (ID).